# Гребин (Шлезвиг-Холштајн)
Гребин (њем. Grebin) општина је у њемачкој савезној држави Шлезвиг-Холштајн. Једно је од 84 општинска средишта округа Плен. Према процјени из 2010. у општини је живјело 1.001 становника. Посједује регионалну шифру (AGS) 1057022.

## Географски и демографски подаци
Гребин се налази у савезној држави Шлезвиг-Холштајн у округу Плен. Општина се налази на надморској висини од 26 метара. Површина општине износи 24,1 km². У самом мјесту је, према процјени из 2010. године, живјело 1.001 становника. Просјечна густина становништва износи 41 становника/km².